# Свети Атанасий (Мачево)
Вижте пояснителната страница за други значения на Свети Атанасий.
„Свети Атанасий“ или „Свети Атанас“ (на македонска литературна норма: „Свети Атанасиј“, „Свети Атанас“) е православна църква в беровското село Мачево, Северна Македония. Част е от Струмишката епархия на Македонската православна църква – Охридска архиепископия.
Църквата е гробищен храм. Според надписа над западния вход храмът е изграден в 1932 година година на мястото на по-стара църква. Представлява еднокорабна сграда с петстранна апсида на изток. Иконите в църквата са дело на зографа Гаврил Атанасов от Берово.